# Маріо Тулліо Монтано
Маріо Тулліо Монтано (італ. Mario Tullio Montano; 7 лютого 1944, Монтекатіні-Терме, Італія — 27 липня 2017) — італійський фехтувальник на шаблях, олімпійський чемпіон (1972 рік) та срібний (1976 рік) призер Олімпійських ігор.

## Біографія
Народився в 1944 році в Монтекатіні-Терме. У 1971 році став бронзовим призером чемпіонату світу. У 1972 році став чемпіоном Олімпійських ігор в Мюнхені . У 1973 і 1974 роках ставав бронзовим призером чемпіонату світу. У 1976 році завоював срібну медаль Олімпійських ігор в Монреалі .

## Виступи на Олімпіадах
| Олімпіада     | Дисципліна     | Місце |
| ------------- | -------------- | ----- |
| Мюнхен 1972   | командна шабля | 1     |
| Монреаль 1976 | командна шабля | 2     |